# OpenCritic
OpenCritic（オープンクリティック）は、コンピュータゲームのレビュー収集サイト。OpenCriticはサイトに掲載されているゲームについての複数のコンピュータゲーム出版物の批評家のレビューを掲載しており、それからすべてのスコア付きのレビューを平均することで数値スコアを生成している。ゲームを推薦する批評家の割合や、OpenCriticに掲載されているすべてのゲームにおける相対的順位などの他のいくつかの指標も利用できる。 

## 歴史
OpenCriticは、Metacriticがコンピュータゲーム業界にもたらしたいくつかの論争を回避するために開発された。ゲームのMetacriticスコアはゲームの財務成績と発売後の開発スタジオのボーナスに影響を与えるなど、スタジオとパブリッシャーのその後の努力に強く結び付いている。しかし、Metacriticはレビュースコアの算出方法についての詳細を全面的に明らかにしておらず、一部の出版物を他の出版物よりも優先する加重平均を使用している。 
OpenCriticのコンセプトはライアットゲームズのMatthew Enthovenが率いるチームによって開発された。このサイトはレビュー収集の性質を明確にし、Metacriticが使用する秘密の重みとは対照的に単純な算術平均を選択するように設計されている。このサイトではレビュー作成者の名前も強調表示され、ユーザーはレビューの優先順位をカスタマイズできる。 
このサイトの開発は2014年に開始され、2015年9月30日に75の出版物からのレビューと共に正式に開設された。本サイトは通常、サイト開設日以降のコンピュータゲームのレビューのみをサポートし、過去のゲームを完全に追加する計画はない。特定の資格を満たしている開発者はサイトに掲載するゲームを提出できる。さらに、他のレビュー源も特定の資格を満たすことで、サイトへの追加を要求できる。ゲームレビューのページに加えて、OpenCriticには個々の出版物とレビュワーのページがある。このサイトは開設当初はPatreonを使用して広告を掲載していなかったが、後に広告収入サポートモデルに切り替えた。 
2017年10月、OpenCriticは近年の発売作品におけるルートボックスの流行に言及し収益化情報がゲームページに追加されることを発表した。また、ゲームのレビューページに適用するさまざまな種類のフラグをテストすることも言及した。これには、ゲームの進捗を（プレイヤーの）経験主導で進むのではなくランダム化するルートボックスシステムがあるかどうか、ゲームのランダムに生成される（中身が事前にわからない）ルートボックスが「化粧品（スキン）」以上の報酬を含んでいるのかどうかを明確にすることなどが含まれる。この機能は2019年2月にリリースされた。 
Epic Gamesストアは、2020年1月にOpenCriticの集計と概要をゲーム製品ストアページに組み込んだ。

## コンテンツ
OpenCriticは、コンピュータゲームレビュー用の外部Webサイトへのリンクを収集し、読者にランディングページを提供する。レビューにはスコア付きレビュー（したがって、収集スコアに算入される）と、人気YouTubeレビュアーからのレビューを含むスコアなしのレビューの両方が含まれている。レビューは3つの方法で要約される。1.全てのスコア付きレビューの算術平均、2.ゲームを薦めるすべてのレビュー（スコアなしのレビューを含む）の割合を表す推薦率、3.ゲームの収集スコアがサイトに掲載されている全ゲームの（スコア）分布のどこに位置するかを示すパーセンタイル順位。サイトのユーザーはこれらのレビュー源のいずれかを信頼できる出版物としてマークを付けることができ、それがレビューがユーザーに提示される方法に反映され、コンテンツをユーザーに合わせて調整するとともにそのユーザー向けにパーソナライズされた収集スコアを生成する。